# Diecezja Termoli-Larino
Diecezja Termoli-Larino (wł. Diocesi di Termoli-Larino, łac. Dioecesis Thermularum-Larinensis) – diecezja Kościoła łacińskiego w centralnych Włoszech, na obszarze świeckiego regionu Molise. Wywodzi swoją tradycję od ustanowionej w X wieku diecezji Termoli, którą w 1818 powiększono o obszar zlikwidowanej wówczas diecezji Guardialfiera. Podczas reformy administracyjnej włoskiego Kościoła w 1986 została połączona z diecezją Larino, istniejąca od V wieku, wskutek czego powstała diecezja w dzisiejszym kształcie.

## Podział administracyjny diecezji
Parafie diecezji Termoli-Larino zorganizowane są w czterech następujących wikariatach:
- Wikariat di Termoli
- Wikariat di Larino
- Wikariat di Montenero
- Wikariat di Santa Croce di Magliano